# Veneranda Lemos Martins

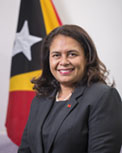
Veneranda Lemos Martins

Veneranda Eurico Marques Lemos Martins (* 23. Mai 1968 in Baucau, Portugiesisch-Timor), auch Nina Veneranda Lemos,  ist eine Politikerin und leitende Beamtin aus Osttimor. Sie ist Mitglied der Partei Congresso Nacional da Reconstrução Timorense (CNRT) und Präsidentin der OMP, der Frauenorganisation der Partei. Von 2012 bis 2017 war Lemos Staatssekretärin in der Regierung Osttimors. Seit 2024 ist sie Präsidentin (Presidente Autoridade Município) der Gemeindeverwaltung Baucau.

## Hintergrund

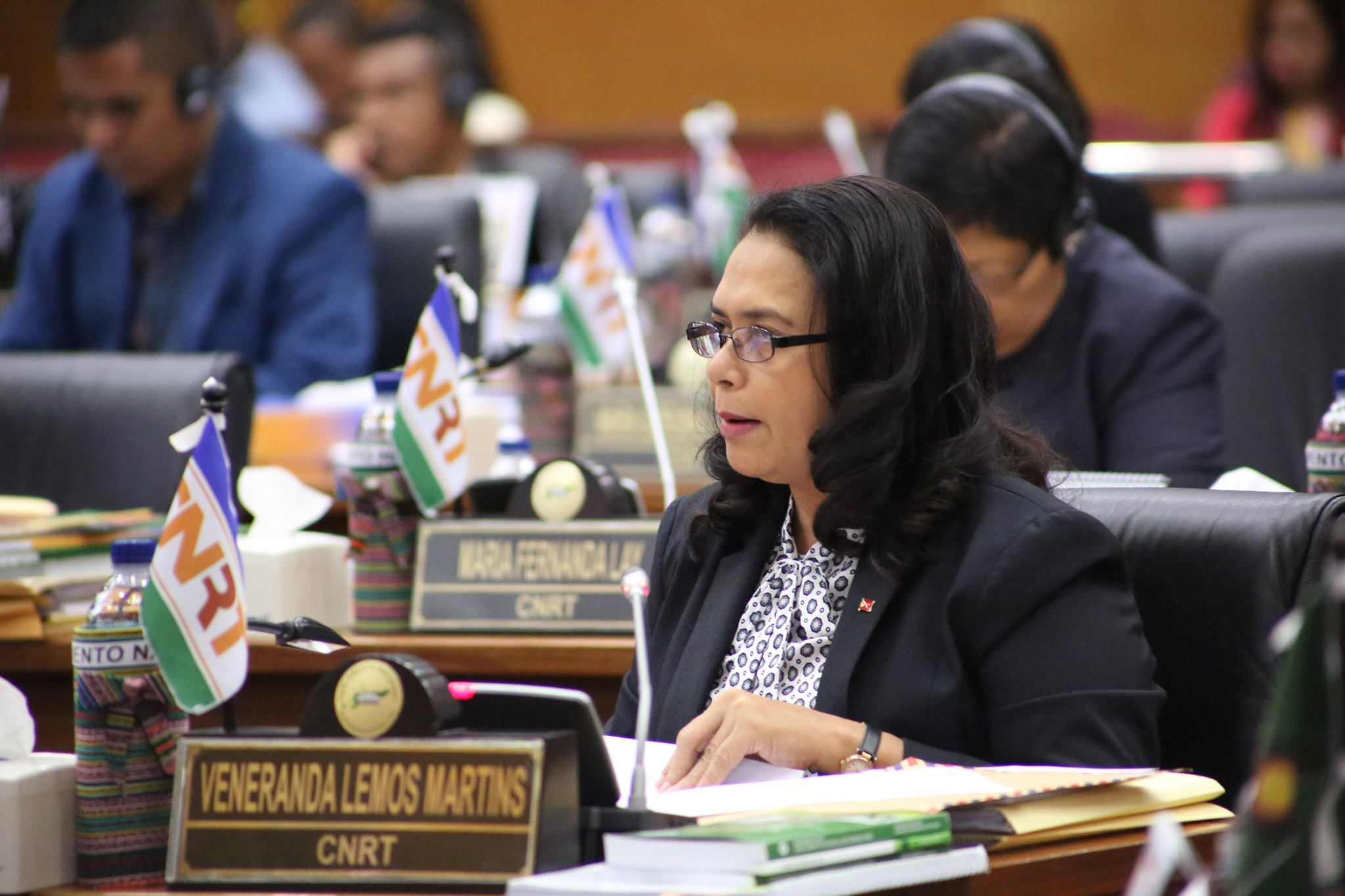
Lemos Martins im Parlament (2019)

2011 war Lemos Stabschefin des stellvertretenden Premierministers und des Gesundheitsministers.
Bei den Parlamentswahlen in Osttimor 2012 trat Lemos auf Listenplatz 39 des CNRT an. Der Einzug in das Nationalparlament Osttimors gelang ihr aber nicht. Dafür wurde sie am 8. August 2012 in das neue Kabinett unter Premierminister Xanana Gusmão berufen. Sie wurde Staatssekretärin für Unterstützung und Förderung der Privatwirtschaft. Mit der Regierungsumbildung am 16. Februar 2015, unter dem neuen Premierminister Rui Maria de Araújo, erhielt Lemos als neues Ressort „Unterstützung und sozio-ökonomische Förderung von Frauen“.
Auch bei den Wahlen 2017 gelang ihr zunächst auf Listenplatz 24 der Sprung ins Parlament nicht, sie rückte aber am 5. September für Júlio Tomás Pinto als Abgeordnete nach. Mit Antritt der VII. Regierung 2017 schied Lemos aus dem Kabinett aus. Im Parlament wurde sie Vorsitzende der Kommission für Ethik (Kommission G). Außerdem war Lemos Gründerin und Präsidentin der Associação Empresarial das Mulheres Timor-Leste (AEMTL), die Geschäftsfrauen im Land unterstützt.
Bei den Parlamentswahlen 2018 verpasste Lemos ein weiteres Mal den direkten Einzug in das Parlament auf Listenplatz 39 der Aliança para Mudança e Progresso (AMP), der gemeinsamen Liste von CNRT, PLP und KHUNTO. Am 13. Juni rückte sie aber für Abgeordnete in das Parlament nach, die ihren Sitz für ein Regierungsamt verfassungsgemäß aufgaben. Lemos wurde Mitglied der Kommission für Bildung, Gesundheit, soziale Sicherheit und Gleichstellung der Geschlechter (Kommission F).
Bei den Parlamentswahlen 2023 erhielt Lemos Platz 15 auf der Liste des CNRT und erneut einen Sitz im Nationalparlament. 2024 wurde sie zur Präsidentin der Gemeindeverwaltung Baucaus ernannt und am 18. Januar vereidigt.